# Лора Сме
Лора Сме (на френски: Laura Smet) е френска киноактриса.  В България е известна с ролята си на Стефани Беланж от филма „Шаферката“.

## Биография
Лора е дъщеря на Джони Холидей и актрисата Натали Бай. Родители ѝ се развеждат когато е била на 3 години и тя е била възпитавана от майка си. След като завършва училище на 16-годишна възраст избира актьорската професия. Дебютира в киното през 2003 г. с ролята на Шарлот във филма „Les Corps impatients“. От 2004 г. до 2007 г. има връзка с писателя Фредерик Бегбеде. В първите дни на 2010 г. прави неуспешен опит за самоубийство .

## Награди
- Номинация за наградата „Сезар“ през 2004 г. за ролята на Шарлот във филма „Les Corps impatients“
- Награда „Роми Шнайдер“ през 2004 г.